# Jonathan James
Jonathan Joseph James (Pinecrest, 12 dicembre 1983 – Pinecrest, 18 maggio 2008) è stato un hacker statunitense e il primo minorenne incarcerato per un crimine informatico negli Stati Uniti; risale ai 15 anni la sua prima infrazione e a 16 la sua prima condanna. Morì nella sua casa di Pinecrest, in Florida, il 18 maggio 2008 per una ferita d'arma da fuoco autoinflitta.

## Intrusione nel Dipartimento della difesa
Tra il 23 agosto 1999 e il 27 ottobre 1999, James commise una serie di intrusioni in vari sistemi, compresi quelli di BellSouth e del sistema scolastico Miami-Dade. Ciò che lo ha portato all'attenzione delle autorità federali, tuttavia, è stata la sua intrusione nei computer della Defense Threat Reduction Agency (DTRA), un'agenzia del Dipartimento della Difesa degli Stati Uniti la cui funzione principale è quella di analizzare le potenziali minacce per Stati Uniti d'America, sia in patria che all'estero. James in seguito ha ammesso alle autorità di aver installato una backdoor non autorizzata in un server a Dulles, in Virginia, che ha usato per installare uno sniffer che gli ha permesso di intercettare oltre tremila messaggi dei dipendenti DTRA. Tra questi vi erano numerosi nomi utente e password, di cui almeno 10 su computer militari ufficiali.
Successivamente è stato rivelato che tra il materiale ottenuto vi era il codice sorgente del software che controllava elementi critici del sostegno vitale della Stazione spaziale internazionale. Secondo la NASA, "il software controllava l'ambiente fisico della Stazione Spaziale Internazionale, compresa la regolazione della temperatura e dell'umidità all'interno dello spazio abitativo".

## Arresto, condanna e sentenza
La casa di James fu perquisita il 26 gennaio del 2000 da agenti del Dipartimento della Difesa, della NASA e del dipartimento di polizia di Pinecrest. James fu formalmente incriminato sei mesi dopo. Il 21 settembre 2000, stipulò un accordo con il procuratore Guy Lewis accettando di dichiararsi colpevole di due accuse per delinquenza minorile in cambio di una condanna indulgente.
James fu condannato agli arresti domiciliari e alla libertà vigilata per sette mesi, fino all'età di diciotto anni, e gli fu imposto di scrivere lettere di scuse alla NASA ed al Dipartimento della Difesa. Gli fu anche vietato l'uso di computer per scopi ricreativi; successivamente violò la libertà vigilata e si dimostrò positivo all'uso di droghe. Preso in custodia dallo United States Marshals Service fu portato in una struttura carceraria federale in Alabama, dove scontò sei mesi di carcere.
Esperti legali hanno suggerito che, data l'entità delle sue intrusioni, avrebbe potuto scontare almeno dieci anni per i suoi crimini se fosse stato un adulto. Sia il procuratore generale Janet Reno che il procuratore Guy Lewis hanno rilasciato dichiarazioni sostenendo che il caso James provava che il Dipartimento di Giustizia era disposto a essere più rigido con i minorenni accusati di crimine informatico.

## Morte
La catena di grandi magazzini TJX fu vittima, nel 17 gennaio 2007, di un attacco informatico che compromise le informazioni personali di milioni di clienti. Lo stesso gruppo di hacker fu responsabile di attacchi a BJ's Wholesale Club, Boston Market, Barnes & Noble, Sports Authority, Forever 21, DSW, OfficeMax e Dave & Buster's. James negò ogni coinvolgimento, ma dato che era amico di alcuni degli hacker coinvolti, fu indagato dallo United States Secret Service, che fece irruzione nella casa di James, di suo fratello e della sua ragazza. Le autorità non scoprirono alcuna prova contro James, ma a casa sua venne rinvenuta un'arma da fuoco legalmente registrata e alcune note che facevano pensare che avesse preso in considerazione l'idea di uccidersi. Il padre di James avrebbe in seguito affermato che suo figlio era stato incline alla depressione.
La denuncia penale presentata contro gli hacker del TJX menziona un complice aggiuntivo senza nome, mai incriminato, identificato solo dalle iniziali "J.J.". Nel 2004, questo co-cospiratore ha aiutato uno degli hacker a rubare numeri di carta di credito, numeri di conti corrente e PIN criptati da un negozio OfficeMax tramite Wi-Fi. Questi numeri furono successivamente forniti ad Albert Gonzalez, capofila degli hacker che avevano attaccato TJX. Il padre di James crede "J.J." essere stato suo figlio, tuttavia, è plausibile che le iniziali "J.J." si riferiscano a "Jim Jones", un alias-mail che si ritiene sia stata usata da Stephen Watt, amico intimo del pirata informatico e del criminale Albert Gonzalez.
Il 18 maggio 2008 Jonathan James è stato trovato morto nella sua doccia con una ferita da arma da fuoco autoinflitta alla testa. Il suo suicidio sarebbe stato motivato dal poter essere processato per crimini che non aveva commesso. Nella sua nota sul suicidio James scrisse: "Onestamente, non avevo nulla a che fare con TJX. Non ho fiducia nel sistema di giustizia. Forse le mie azioni oggi e questa lettera invieranno un messaggio più forte al pubblico. Ad ogni modo, ho perso il controllo di questa situazione e questo è il mio unico modo per riprendere il controllo".